# スポーツタカハシ
株式会社スポーツタカハシは、大阪府大阪市中央区西心斎橋に本社を置くスポーツ用品販売企業である。

## 会社概要
- 1922（大正11年）年に「タカハシ運動具店」として創業。1965年（昭和40年）には店名を「スポーツタカハシ」（愛称スポタカ）に改称し、御堂筋沿いの道頓堀橋北詰に移転した。1998年（平成10年）には本店を12階建てのビルに建て替えた。
- 野球用品から、スキー、スノーボードなどの「横乗り系」、ゴルフ、テニス用品まで、品揃えが充実している。
- 2015年3月1日に、本店をアメリカ村のビッグステップに移転。売り場のほかにイベントスタジオも設け、ビッグステップウエスト店には西日本初の全天候型スケートボードパークを開設した。
- 長年親しまれた道頓堀沿いの本店ビルは、外国人観光客を見込んだ「インバウンド強化型店舗」であるドン・キホーテの道頓堀御堂筋店として、2015年6月から営業している。

## 店舗
- 心斎橋ビッグステップ本店

大阪市中央区西心斎橋1丁目6番14号
- 心斎橋ビッグステップウエスト店

大阪市中央区西心斎橋1丁目16番8号
閉鎖店舗
- 天王寺ミオ店（2013年1月27日閉店）

大阪市天王寺区悲田院町10-39 天王寺ミオ8階
- 道頓堀橋本店（2015年2月20日閉店）

大阪市中央区西心斎橋2丁目5番9号